# السيد سبوك

زاكري كوينتو في دور السيد سبوك

سبوك (Spock)، المعروف بـالسيد سبوك (Mister Spock) هو شخصية خيالية (فولكان) في الفيلم والمسلسل التليفزيوني المتميز إعلاميًا ستار تريك. وصوره لأول مرة ليونارد نيموي في سلسلة ستار تريك: السلسلة الأصلية، ثم ظهر سبوك أيضًا في سلسلة الرسوم المتحركة ستار تريك ، وحلقتين من ستار تريك: الجيل التالي، وسبعة من الأفلام الروائية ستار تريك، والعديد من الكتب، والرسوم المتحركة الكوميدية، وألعاب الفيديو الخاصة بستار تريك. وكرر نيموي دوره في فيلم ستار تريك عام 2009 مع زاكري كوينتو الذي لعب دور سبوك وهو أقل سنًا، بعد إجراء تعديلات لعمر الشخصية في هذة النسخة، وجيكوب كوغان (Jacob Kogan) الذي لعب دور سبوك وهو طفل.
وخدم سبوك على متن سفينة الفضاء إنتربرايس (starship Enterprise) كـمسؤولٍ علمي ومسؤول أول، ثم كقائدٍ مرتين متتاليتين للسفينة. اندماج تراث سبوك البشري الفولكاني كان بمثاية عنصر مهم من أجل الحبكة الدرامية لمظهر وشكل العديد من الشخصيات. وبجانب شخصية كابتن جيمس طبرياس كيرك (James T. Kirk) وشخصية الدكتور ليونارد «بونز» مكوي (Leonard "Bones" McCoy) كان سبوك واحدًا من الشخصيات الثلاثة الأساسية في سلسلة وأفلام ستار تريك الأصلية. وبعد تقاعده من صال (ستارفليت) (Starfleet)، خدم سبوك كسفير اتحاد فيدرالي، وساهم في الانفراج الدولي (détente) بين الاتحاد الفيدرالي والإمبراطورية الكلينغونية (Klingon Empire). وفي سنواته الأخيرة، خدم كسفير الاتحاد الفيدرالي لإمبراطورية رومولان (Romulan Empire) وأصبح متورطًا في المحاولة المشؤومة لإنقاذ رومولوس من المستعرّ الأعظم (supernova).